# Marching Band
Pour plus de détails, voir Fiche technique et Distribution.
Marching Band est un documentaire français réalisé par Claude Miller, Héléna Cotinier et Pierre-Nicolas Durand, sorti le 5 août 2009 en France. Le film a par ailleurs bénéficié d'une projection au Festival des films du monde de Montréal. À travers le contexte de l’élection présidentielle américaine de 2008, il met en scène des jeunes qui se réunissent en fanfares populaires surnommées « marching band ». Ces jeunes vont voir leur vie bouleversée à la suite de ces élections.
Tourné à Charlottesville et à Petersburg en Virginie, Marching Band est la dix-huitième réalisation de Claude Miller — et la première de Héléna Cotinier et Pierre-Nicolas Durand —, mais elle demeure son premier documentaire. Par ailleurs, ce film a été très apprécié de la critique.

## Synopsis
2008 : alors qu'a lieu l’élection présidentielle aux États-Unis, les jeunes des universités s'organisent en fanfares populaires que l'on surnomme « marching band » : ces fanfares reflètent la société multiraciale américaine. Elles se sont largement impliquées dans la campagne électorale en offrant des parades musicales dans les rues. Cette élection signifie beaucoup pour ces étudiants, elle risque de bouleverser leur quotidien, voire l'organisation de leur pays. Le film poursuit ces fanfares au long de l'élection en montrant d'abord la peur puis la joie, finalement, de voir la première personnalité américaine noire élue au gouvernement.
Ainsi Marching Band est un portrait de la jeunesse moderne aux États-Unis, la position qu'elle occupe et de son influence.

## Fiche technique
- Titre : Marching Band
- Réalisation : Claude Miller, Héléna Cotinier et Pierre-Nicolas Durand
- Production : Claude Miller et Annie Miller
- Société de production : Les Films de la Boissière
- Société de distribution : Les Films du losange
- Photographie : Luis Arteaga Pacheco
- Montage : Morgane Spacagna et Christiane Lack
- Langue : français
- Genre : documentaire
- Format : couleur - 1,35:1 - Dolby Digital - 35 mm[2]
- Durée : 95 minutes[1]
- Date de sortie : 5 août 2009
- Lieux de tournage : Virginie (Charlottesville et Petersburg)[3]

## Distribution
- Marching band de l'Université de Virginie
- Marching band de la Virginia State University
- Barack Obama : lui-même
- John McCain : lui-même

## Autour du film
Les « marching bands », majoritairement composés de noirs, ont défilé dans les rues jusqu'à l'élection de Barack Obama. Dans le film, deux d'entre eux sont les protagonistes : celui de l'Université de Virginie et celui de la Virginia State University. Les réalisateurs ont voulu montrer l'espoir et l'angoisse de cette jeunesse à travers leurs défilés des quatre-vingt-dix derniers jours avant l'élection du président. Le film se termine ainsi dans l'immense joie que les jeunes expriment à la suite de l'élection de leur nouveau président.
Claude Miller qui s'associe à l'une de ses assistantes, Héléna Cotinier, et à un documentaliste, Pierre-Nicolas Durand, pour réaliser ce documentaire, assure que c'est en découvrant un véritable marching band dans un documentaire sur New York réalisé par Michel Gondry, Block Party, qu'il a eu l'idée de ce film : « j'ai eu l'idée de donner la parole à ces jeunes gens composant les marching bands et de leur demander de se positionner par rapport à cet événement qu'ils étaient en train de vivre ». Miller signe par ailleurs son premier documentaire après trente années de carrière dans le cinéma.

### Réception critique et publique
Claude Miller s'essaye pour la première fois dans le monde du film documentaire avec Marching Band. Projeté dans sept salles, dans la région parisienne, le film a réalisé 113 entrées lors de sa première journée d'exploitation. Score somme toute assez faible, cependant les documentaires attirent rarement le public. Le film a réalisé 8 591 entrées en fin d'exploitation.
En parallèle à cette faible fréquentation en salles, la réception critique a été parmi les meilleures de l'année, en ce qui concerne les documentaires. « Passionnant et essentiel », Marching Band montre pour la première fois la « véritable Amérique ». Voici deux critiques publiées dans des revues françaises.
Celle de Pascal Merigeau écrite pour Le Nouvel Observateur :

« Son « Marching Band » [est] passionnant et essentiel […]. Que serait le film si celui-ci [Barack Obama] n'avait pas été élu et, surtout, si l'espoir fou de tous ceux qui s'expriment et s'enflamment à l'écran avait été déçu ?
« Marching Band » s'apparente à un journal de campagne en musique sur lequel plane l'ombre des tragédies du passé, des assassinats de Kennedy et de Martin Luther King notamment […]. Le film capte ces moments de grâce que sont pour ces jeunes leur première participation à un scrutin. »

Et celle de François-Guillaume Lorrain parue dans Le Point :

« Miller filme un rêve « noir » qui, jour après jour, prend corps, un enthousiasme crescendo, une parole free jazz qui nous renvoie en pleine figure la véritable Amérique. […] Et Miller, dans son cinéma, s’est toujours intéressé à ce moment clé où l’adolescent s’affirme et devient adulte. Ce moment de la vie où il faut dire : « Yes, we can ! » »

## Distinction
- 2009 : Projection au Festival du Film de Montréal[11]